# Emmanuel de Bethune
Pour les autres membres de la famille, voir Famille de Béthune (Belgique).
Le baron Emmanuel de Bethune, comte romain, né le 18 juillet 1930 à Marke (Belgique) et mort dans la même ville le 4 novembre 2011, fut bourgmestre de Marke et de Courtrai.

## Famille

Blason

Emmanuel de Bethune appartient à une famille de noblesse belge dont les racines remontent au XVIe siècle. Par son ancêtre l'architecte Jean-Baptiste Bethune il était lié à la famille van Outryve d'Ydewalle.
 
Il était un des six enfants de Jean-Baptiste Emmanuel de Bethune (1900-1981) et de la baronne Louise-Marie de Vinck (1901-1977). Son frère ainé, Jean-Louis de Bethune (1929-1978) fut prêtre du diocèse d'Amiens. Deux autres frères, Jacques (1932) et François (1936) sont moines bénédictins, le premier à Maredsous, le second à Clerlande.
Emmanuel épousa Margaretha van Cauwelaert de Wyels (1935) (fille de Karel Van Cauwelaert de Wyels). Ils eurent quatre enfants, parmi lesquels Sabine de Bethune, sénatrice CD&V et depuis octobre 2011 présidente du Sénat, et Jean de Bethune, échevin chargé de l'économie de la ville de Courtrai et président du Conseil provincial de la Flandre Occidentale.

## Activités professionnelles
Emmanuel de Bethune fut
- conseiller communal de Marke (1965-1976)
- bourgmestre de Marke (1970-1976)
- échevin de Courtrai (1977-1994)
- bourgmestre de Courtrai (1987-1989) et (1995-2000)
- conseiller provincial (1977-1986)

Au sein du CD&V il appartenait à l'aile 'classes moyennes'.
Il fut également président du conseil d'administration de la SPE et président du Vlaamse Energie Holding.

## Fondation de Bethune
Il était le propriétaire et conservateur d'une importante bibliothèque et d'importantes archives privées, conservées au château de Marke d'une manière professionnelle et sauvegardées pour l'avenir au sein de la Fondation de Bethune.

## Publications
- Vyve-kapelle. Een neogotische droom in 't Oosten van Brugge, in: Biekorf, 1978, p. 313-320.
- Het kasteel van Marke, Marke, 1980.
- De bibliotheek van het kasteel van Marke, in: Vlaanderen, 2001, p. 271-272.
- Esquisse généalogique de la famille de Bethune, Marke, 2002.
- Les Béthune sous l'Ancien Régime:une lignée courtaisienne originaire du Tournaisis, Brussel, Office généalogique et héraldique de Belgique, 2005.
- Gedachten en herinneringen : Kortrijk van 1964 tot 2000, Kortrijk, Groeninghe, 2006.  (ISBN 90-77723-47-1)
- Le château de Marke. Deux cents ans d'histoire, Stichting de Bethune, Kortrijk, 2010